# Noturus taylori
Noturus taylori es una especie de peces de la familia Ictaluridae en el orden de los Siluriformes.

## Morfología
• Los machos pueden llegar alcanzar los 7,7 cm de longitud total.

## Distribución geográfica
Se encuentran en Norteamérica: suroeste de Arkansas (Estados Unidos ).